# Đại học Cao Ly
Đại học Cao Ly hay Đại học Hàn Quốc (Tiếng Hàn: 고려대학교, Tiếng Anh: Korea University hay viết tắt là KU, Hanja: 高麗大學校) là một trường đại học của Hàn Quốc, nằm ở trung tâm thủ đô Seoul. Ngoài khu trường chính này, còn có khu thứ 2 tại Jochiwon. Trường được coi là một trong ba trường đại học hàng đầu của Hàn Quốc, cùng với hai trường Đại học Quốc gia Seoul và Đại học Yonsei tạo thành SKY.
Trường thành lập năm 1905 và đến nay trường có trên 30.000 sinh viên đại học và sau đại học đang nghiên cứu và học tập tại 81 khoa thuộc 15 trường thành viên và 75 viện nghiên cứu.

## Hiệu trưởng
Sau đây là danh sách các hiệu trưởng của Đại học Cao Ly.
| STT     | Hiệu trưởng     | Thời gian tại nhiệm | Tên tổ chức; Ghi chú                                                          |
| ------- | --------------- | ------------------- | ----------------------------------------------------------------------------- |
| 1       | Shin Hae-Young  | 5/1905 - 11/1907    | Cao đẳng Bosung                                                               |
| 2       | Yu Seong-Jun    | 12/1907 - 1/1908    |                                                                               |
| 3       | Shin Hae-Young  | 2/1908 - 1/1909     |                                                                               |
| 4       | Jung Young-Taek | 2/1909 - 6/1910     |                                                                               |
| 5       | Yun Ik-Seon     | 7/1910 - 2/1919     | Triều tiên dưới sự cai trị của Nhật Bản                                       |
| 6       | Kim Sang-Ok     | 3/1919 - 2/1920     |                                                                               |
| 7       | Ko Won-Hun      | 3/1920 - 10/1923    |                                                                               |
| 8       | Huh Heon        | 11/1923 - 7/1925    |                                                                               |
| 9       | Park Seung-Bin  | 9/1925 - 2/1920     |                                                                               |
| 10      | Kim Seong-Su    | 3/1932 - 4/1935     |                                                                               |
| 11      | Kim Yong-Mu     | 6/1935 - 4/1937     |                                                                               |
| 12      | Kim Seong-Su    | 5/1937 - 1/1946     |                                                                               |
|         | Chủ tịch        | Thời gian tại nhiệm | Tên tổ chức; Ghi chú                                                          |
| 1       | Hyeon Sang-Yun  | 8/1946 - 10/1950    | Đại học Hàn Quốc; Đại sứ Hoa Kỳ                                               |
| 2, 3, 4 | Yu Jin-Oh       | 9/1952 - 10/1965    |                                                                               |
| 5       | Lee Jong-Wu     | 10/1965 - 9/1970    |                                                                               |
| 6       | Kim Sang-Hyeop  | 10/1970 - 4/1975    |                                                                               |
| 7       | Cha Rak-Hun     | 6/1975 - 6/1977     |                                                                               |
| 8       | Kim Sang-Hyeop  | 8/1977 - 6/1982     |                                                                               |
| 9       | Kim Jun-Yeop    | 7/1982- 2/1985      |                                                                               |
| 10, 11  | Lee Jun-Beom    | 3/1985 - 7/1989     |                                                                               |
| 12      | Kim Hui-Jip     | 6/1990 - 6/1994     |                                                                               |
| 13      | Hong Il-Sik     | 6/1994 - 6/1998     |                                                                               |
| 14      | Kim Jung-Bae    | 6/1998 - 6/2002     | Chủ tịch Viện Hàn Lâm Khoa học Hàn Quốc                                       |
| 15      | Euh Yoon-Dae    | 2/2003 - 12/2006    | Chủ tịch Hiệp Hội Quản trị Kinh doanh Hàn Quốc Chủ tịch Tập đoàn Tài chính KB |
| 16      | Lee Pil-Sang    | 12/2006 - 2/2007    |                                                                               |
| 17      | Lee Ki-Su       | 2/2008 - 2/2011     |                                                                               |
| 18      | Kim Byoung-Chul | 3/2011 - 2/2015     |                                                                               |
| 19      | Yeom Jae-Ho     | 3/2015 - 2/2019     |                                                                               |
| 20      | Jin-taek Chung  | 3/2019 - nay        |                                                                               |

### Các khoa và chương trình giảng dạy
| - Khoa Luật - Quản trị kinh doanh - Khoa tiếng Hàn Quốc và Văn học Hàn Quốc - Khoa Tiếng Anh và Văn học Anh - Triết học - Lịch sử Hàn Quốc - Lịch sử - Tâm lý học - Xã hội học - Khoa tiếng Đức và Văn học Đức - Khoa tiếng Pháp và Văn học Pháp - Khoa tiếng Trung và Văn học Trung Quốc - Khoa tiếng Nga và Văn học Nga - Khoa tiếng Nhật và Văn học Nhật Bản - Khoa tiếng Tây Ban Nha và Văn học Tây Ban Nha - Khoa Trung Quốc cổ đại - Ngôn ngữ học - Khoa học đời sống và Công nghệ Sinh học | - Công nghiệp thực phẩm - Thực phẩm và Kinh tế tài nguyên - Khoa học môi trường và công trình sinh thái - Khoa học Chính trị và Quan hệ Quốc tế - Kinh tế - Hành chính công - Thống kê - Toán học - Vật lý - Hóa học - Trái đất và Khoa học Môi trường - Khoa học Vật liệu và Kỹ thuật - Công trình Điện - Quản lý và Kỹ thuật Công nghiệp - Hóa chất và Công nghệ sinh học - Công trình xây dựng, môi trường và kiến Trúc - Kiến trúc - Công trình Cơ khí | - Y học - Giáo dục - Giáo dục thể chất - Kinh tế gia đình - Sư phạm Toán - Sư phạm Tiếng Hàn - Sư phạm Tiếng Anh - Sư phạm Địa lý - Sư phạm Lịch sử - Sư phạm Tin học - Điều dưỡng - Kĩ sư Truyền thông và Tin học - Nghệ thuật và Thiết kế - Nghiên cứu Quốc tế - Du lịch và Truyền thông đa phương tiện - Khoa học - Nghiên cứu liên ngành |

## Người nổi tiếng và cựu sinh viên

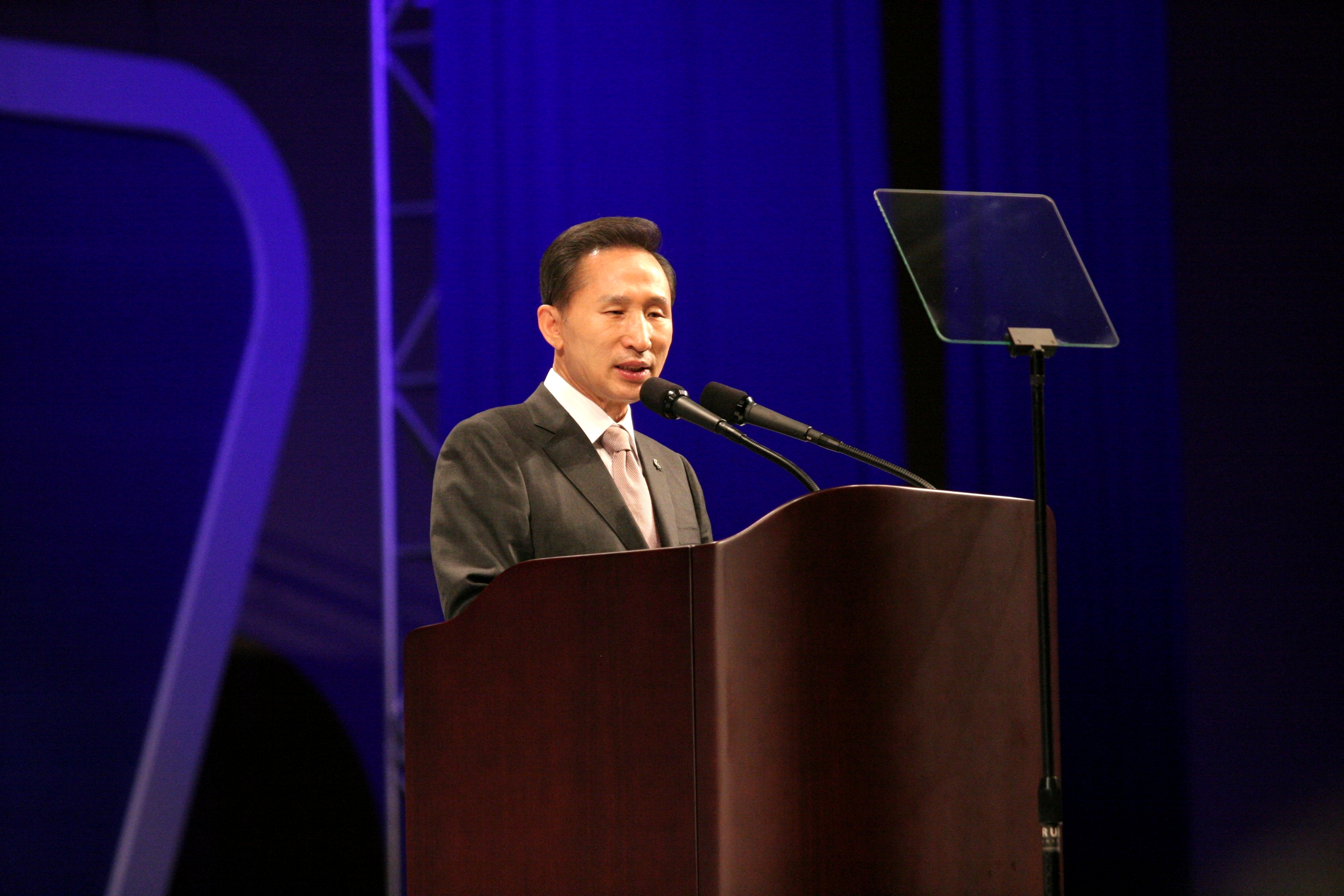
Tổng thống Hàn Quốc Lee Myung Bak

Ngoài ra, Tổng thống Hàn Quốc đương nhiệm Lee Myung Bak và thị trưởng thành phố Seoul Oh Se-hoon (Grand National Party), Đại học Cao Ly đã cho đời nhiều Tổng thống Hàn Quốc, các thành viên Quốc hội (chiếm 24/299 tổng số thành viên quốc hội), thống đốc và các chính trị gia. Hơn 2,765 luật sư tại Hàn Quốc tốt nghiệp từ các khoa của trường. Trong số các sinh viên ưu tú của Đại học Cao Ly trở thành doanh nhân nổi tiếng, vận động viên, khoa học gia, bác sĩ, những nhà nghiên cứu, có những người nổi tiếng cả nước trong các lĩnh vực tương ứng. Choi Tae-won, Chủ tịch đương nhiệm của Tập đoàn SK, đã tốt nghiệp Đại học Cao Ly năm 1983 chuyên ngành khoa học. Nữ hoàng trượt băng nghệ thuật Kim Yu-Na vô địch thế giới năm 2009, giành huy chương vàng Thế vận hội mùa đông năm 2010 hiện đang theo học chuyên ngành giáo dục tại Đại học Cao Ly. Năm 2009, trường có xấp xỉ gần 280,000 sinh viên đang theo học.

## Cựu sinh viên nổi tiếng
- Lee Myung Bak: Cựu Thị trưởng Seoul và là Tổng thống Hàn Quốc đang tại nhiệm.
- Oh Se Hoon: Thị trưởng Seoul
- Choi Tae-won: Chủ tịch Tập đoàn SK
- Kim Seung Yoo: Chủ tịch Tập đoàn Tài chính Hana
- Lee Hak Soo: Phó Chủ tịch Tập đoàn Samsung
- Hwang Young-Cho: huy chương vàng marathon, Thế vận hội Mùa hè, Barcelona (1992)
- Hong Myung-Bo: Huy chương đồng giải vô địch bóng đá thế giới 2002
- Cha Bum-Kun: Cầu thủ xuất sắc nhất Bundesliga mùa bóng 85~86
- Chung Eui-sun: Chủ tịch Kia Motors